# Stieglitzenhöhe
Stieglitzenhöhe ist ein Gemeindeteil des Marktes Lauterhofen im Landkreis Neumarkt in der Oberpfalz. Es handelt sich um einen Weiler mit neun Häusern.
Kirchlich gehört Stieglitzenhöhe zur Pfarrei Trautmannshofen im Dekanat Habsberg.
Am 1. Mai 1978 wurde Trautmannshofen mit Buschhof, Graben, Hartenhof, Mittersberg und Stieglitzenhöhe nach Lauterhofen eingemeindet.
Baudenkmäler bestehen in dem Weiler laut amtlicher Liste nicht.